# Yayra Erica Nego
Yayra Erica Ochoa (Plymouth, 6 agosto 1985) è una modella statunitense, di origini ghanesi selezionata Miss Ghana 2011 durante un casting tenuto presso il Movenpik Ambassador Hotel di Accra il 3 luglio 2011.
Dietro di lei si sono classificate al secondo ed al terzo posto, rispettivamente, Jennifer Amegbor e Angelica Alomele. La Nego ha padre ghanese e madre persiana-tedesca.
Yayra Erica Nego è nata e cresciuta nello stato del Minnesota ed in passato aveva rappresentato lo stato in occasione di Miss USA 2009, dove era giunta sino alle semifinali. Dopo Awurama Simpson, è la seconda volta consecutiva che a rappresentare il Ghana a Miss Universo è una donna statunitense di origini ghanesi. Prima del concorso, aveva già accumulato alcune esperienze come modella, lavorando per Target, Macy's ed Aveda.
Vincendo il titolo, Yayra Erica Nego si è guadagnata il diritto di rappresentare il Ghana al prestigioso concorso di bellezza internazionale Miss Universo 2011, che si è tenuto a São Paulo, in Brasile, il 12 settembre 2011.